# Zgharta
Zgharta is een stad in het noorden van Libanon en is de hoofdstad van het gelijknamige district Zgharta in het gouvernement Noord. De stad heeft circa 70.000 inwoners.
De Marada Strijdkrachten, opgericht als privé-militie van Soleimane Frangié, hebben hier hun machtsbasis.
Zgharta (Zeghrto) betekent jong of klein in het Aramees.

## Geboren
- Soleimane Frangié (1910-1992), president van Libanon
- René Moawad (1925-1989), politicus